# Großer Austausch
Großer Austausch (englisch Great Replacement; französisch Grand Remplacement) ist ein politischer Kampfbegriff der Neuen Rechten. Damit führen sie Einwanderung von Nichtweißen und Muslimen auf eine angebliche Verschwörung mit dem Ziel zurück, die weißen Mehrheitsbevölkerungen in westlichen Staaten zu ersetzen. Der Begriff schließt an die im Rechtsextremismus und Rechtspopulismus übliche Ausdrücke wie Bevölkerungsaustausch, Umvolkung, Überfremdung, Volkstod oder Volksmord an und beschwört wie diese einen vermeintlichen Untergang der Weißen oder einen Genozid an ihnen. Als Urheber des angeblichen Plans werden etwa „die Globalisten“, „die Eliten“, „die Privatwirtschaft“, „die Juden“, „Multikulturalisten“ oder supranationale Organisationen wie die Europäische Union oder die Vereinten Nationen genannt. Dies gilt als rassistische und antisemitische Verschwörungstheorie.
Der französische Autor Renaud Camus machte sie 2011 mit seinem Werk Le grand remplacement bekannt. Die Identitäre Bewegung übernahm und verbreitete sie in Europa und in Nordamerika. Medien der Alt-Right und Fox News verbreiteten sie im ganzen englischsprachigen Raum. Etwa seit dem Jahr 2000 rechtfertigen Rechtsterroristen ihre Mordanschläge häufig mit dieser Vorstellung.

## Ideologischer Kontext
Der „Große Austausch“ ist Kern der neurechten Ideologie und eng mit deren Konzept des Ethnopluralismus verbunden: Mit dem Anspruch, die Vielfalt und Eigenart verschiedener Kulturen zu bewahren, wird deren „Vermischung“ durch den Multikulturalismus abgelehnt. Dabei ersetzt der Begriff Kultur den der Rasse, wird aber wie im biologistischen Rassismus als ethnisch homogenes, in sich stabiles völkisches Kollektiv verstanden, dem sich das Individuum und die Menschenrechte unterzuordnen hätten. Die Kulturen sollen demnach zwar gleichgestellt sein, doch die Gleichstellung von als fremd wahrgenommenen Menschen innerhalb der eigenen Kultur wird abgelehnt. Folglich wird der durch Zuwanderung mitbeeinflusste demografische Wandel negativ als „großer Austausch“ der einheimischen durch angeblich fremde Kulturen aufgefasst. Diese Theorie steht in der Tradition der nationalsozialistischen Ideologie der Volksgemeinschaft und stellt mit oder ohne Rassentheorie ein kollektives „Wir“ gegen ein „sie“, die als „die Anderen“ einem für das eigene Gemeinwesen bedrohlichen, fremden Block zugeordnet und so ausgegrenzt werden.
Die geforderte kulturelle und ethnische Homogenität würde durch massenhafte Abschiebungen verwirklicht werden. Schon das bloße Dasein von Migranten in der eigenen Gesellschaft soll die These vom Großen Austausch beweisen. Der Ausdruck dient im ganzen heutigen internationalen Rechtsextremismus und Rechtspopulismus zur Mobilisierung und wird als nicht hinterfragbares Faktum ausgegeben. Er findet Zustimmung erheblicher Bevölkerungsteile, die Zuwanderung nichtweißer Nichteuropäer als Strategie zur Abschaffung des eigenen Volkes und Plan ansehen, Muslime zur Mehrheit werden zu lassen. Diese Behauptung wird auch als Bevölkerungsaustausch, Umvolkung oder Islamisierung bezeichnet, von Renaud Camus ebenso wie von der Identitären Bewegung, die sich auf sein Werk beruft, und vom Demonstrationsbündnis Pegida. Schon dessen Name „Patriotische Europäer gegen die Islamisierung des Abendlandes“ behauptet eine Bedrohung des eigenen Kulturraums durch Muslime. Dabei wird der Islam ahistorisch vereinheitlicht und zur Ursache eines angeblichen genetischen Andersseins von Muslimen stilisiert. Diese werden mit Verweis auf islamistische Anschläge pauschal als gefährliche Kriminelle dargestellt, um Vernichtungsangst zu schüren und ihren angestrebten Ausschluss aus Europa plausibel zu machen.
Die 2012 entstandene Identitäre Bewegung erneuerte mit der Austauschtheorie kaum verändert den Mythos des „Volkstodes“, der aus dem Nationalsozialismus stammt. Sie bevorzugt den Ausdruck gegenüber älteren Bezeichnungen, um sich von früheren rechtsextremen Kampagnen abzusetzen und ihren modernisierten völkischen Nationalismus gesellschaftlich anschlussfähig zu machen. Dazu verharmlosen sich die Identitären, pflegen aber zugleich eine Kampf- und Kriegsrhetorik gegen eine angeblich „erzwungene Rassenmischung“ und verstehen sich als „letzte Generation“, die diese noch abwenden könne. Ihre Sprache zeigt Gewaltbereitschaft, legt Gewalt als einzige Lösung eines fiktiven Problems nahe und legitimiert diese als „Notwehr“.
Damit verbunden sind apokalyptische Endzeit-Erwartungen von einer angeblich drohenden Auslöschung der Weißen oder einem „Untergang des Abendlandes“. Allen Völkern Europas drohe, so eine identitäre Webseite, in der gegenwärtigen „Endphase“ des angeblichen Plans das endgültige „Verschwinden und Ausscheiden aus der Weltgeschichte“. Dadurch würden „wir“ (die weißen Europäer) zu fremdbeherrschten „Heimatlosen“. Eine „gigantische, ‚politisch korrekte‘ Lobby“ verdecke dies, weil sie als „Handlangerin der internationalen globalen Wirtschaft“ davon profitiere.
Als angebliche Planer und Verschwörer werden unter anderem „nationale und internationale Konzerne“ und „Globalisten“ gesehen. Damit wird behauptet, es gäbe eine die Globalisierung steuernde und vorantreibende Elite. Politiker werden in diesem Konstrukt zu „Komplizen“ und zum Teil dieser Elite. Internationale Abkommen wie der UN-Migrationspakt werden als Beweis des angeblichen Austauschplans ausgegeben.
Die Alt-Right in den USA nennt diese Theorie White Genocide und verbindet sie mit der verschwörungsideologischen These, es gebe einen deep state hinter der offiziellen Regierung. Demokratisch gewählten Politikern wird unterstellt, die Bevölkerung durch eine Kombination von geburtenfeindlicher Politik und Einwanderungsplänen auswechseln zu wollen. Eine antisemitische Variante der Genozidthese ist der sogenannte Kalergi-Plan: Dabei wird ein Zitat des Gründers der Paneuropa-Bewegung Richard Nikolaus Coudenhove-Kalergi von 1925, der ein allmähliches Verschwinden rassischer Unterschiede zugunsten individueller Freiheit in Europa erhoffte, als realer, aktuell heimlich verfolgter Plan zum Bevölkerungsaustausch missdeutet.
In der COVID-19-Pandemie ab 2020 verknüpfte die Identitäre Bewegung die Austauschthese mit den Verschwörungsthesen eines „Great Reset“ und einer „Neuen Weltordnung“ (NWO). Sie behauptet, „globalistische Eliten“ nutzten die Pandemie, um nationale Völker und Regierungen zu vernichten und weltweit ein totalitäres System zur Kontrolle der Weltbevölkerung zu errichten. Als Vertreter dieser Eliten hebt etwa das Magazin Compact den amerikanischen Finanzinvestor George Soros hervor, macht ihn wegen seines Engagements für eine offene Gesellschaft und gegen Migrationshemmnisse zum Feindbild und stellt ihn im Einklang mit klassischen antisemitischen Stereotypen als angeblichen verborgenen Drahtzieher der Einwanderung nach Europa dar.
Die Rede vom Großen Austausch dient zur Radikalisierung und Feindbildmarkierung. Geflüchtete werden als „Invasoren“ dämonisiert. Die Abwehr der nichtweißen „Fremden“ ist das treibende Motiv und Bindeglied aller rechten Parteien, Protestbewegungen, sogenannten Bürgerwehren und klandestinen Terrorzellen. Rechtsterroristen bemühten das Motiv als vermeintliche Einzeltäter seit 2011 kontinuierlich, imitierten einander dabei in ihren Rechtfertigungstexten und bei der Tatausführung und verstanden sich so als stellvertretende Vollstrecker eines imaginierten Volkswillens. Es wird von Kritikern eine Gewaltneigung nahegelegt, da angeblich nur so eine „Entmischung“ der Ethnien stattfinden und die angeblich naturgebene Reinheit der eigenen „organischen Gemeinschaft“ wiederherstellen und sie vor dem Aussterben bewahren könnte.

## Herkunft
Obwohl der Ausdruck „Großer Austausch“ erst ab 2011 erschien, sind die damit bezeichneten, gemeinten und verbundenen Ideen weit älter. Sie gehen auf den Kolonialismus und Rassismus des 19. Jahrhunderts sowie den Faschismus des 20. Jahrhunderts zurück.

### Vor 1945
Im britischen Commonwealth etablierte Charles Henry Pearson mit seinem Werk National Life and Character: A Prediction (1893) das Narrativ eines Niedergangs der weißen Rasse. Er sah die weiße Vorherrschaft (White Supremacy) durch Geburtenraten, das industrielle Wachstum nichtweißer Länder wie Japan und China und eine eigene Verweichlichung bedroht. 1901 begründete Australiens erster Premierminister Edmund Barton ein strenges australisches Einwanderungsverbot für Nichtweiße und die Abschiebung von mehreren 1000 „Kanaken“ mit Zitaten aus dem Buch. Es beeinflusste auch die Außenpolitik von US-Präsident Theodore Roosevelt und die These eines „Rassenselbstmords“: Damit begründeten damalige Sozialwissenschaftler wie Edward Alsworth Ross eine restriktive Einwanderungspolitik, Ablehnung von Rassenmischung, Unterstützung von Eugenik und die Sicht internationaler Beziehungen als Rassenkrieg. Die US-amerikanischen Autoren Madison Grant (The Passing of the Great Race, 1916) und Lothrop Stoddard (The Rising Tide of Color against White World-Supremacy, 1920) führten ihre Rassentheorien auf Pearsons Buch zurück. Ihre Werke gelten als Vorläufer der These vom Genozid an den Weißen. Adolf Hitler bezeichnete Grants Werk als seine „Bibel“.
Im Kolonialreich Frankreich verbreitete sich um 1900 die Furcht, die Mulatten auf den Kleinen Antillen wollten die weißen Siedler durch geplante demografische „Überschwemmung“ vertreiben oder unterwerfen. Darin sieht der französische Historiker Emmanuel Debono eine Wurzel der Austauschtheorie. Als deren Vorläufer gelten auch die Positionen der französischen Antisemiten und Nationalisten Édouard Drumont und Maurice Barrès.
Nach der deutschen Niederlage im Ersten Weltkrieg beschrieb Oswald Spengler in seinem Hauptwerk Der Untergang des Abendlandes (1918; 1922) ein Szenario, in dem junge dynamische Völker die bis dahin mächtigen, nun zerfallenden Kulturnationen Europas überrollen und verdrängen. Der Bevölkerungswissenschaftler und spätere NS-Beamte Friedrich Burgdörfer beschrieb 1932 mit Statistiken das dramatische Bild eines künftigen „Volkstodes“ der als homogene Rasse vorgestellten Deutschen. Auch er bezog sich dabei noch nicht auf gesteuerte Migration von außen, sondern auf „rassenuntaugliche Elemente“ von innen. Er warnte vor der angeblich höheren Fruchtbarkeit der als minderwertig bezeichneten Schwarzen und vor einem „Rassenselbstmord“ der Weißen. Dafür machte er die angeblichen „destruktiven geistig-seelischen Einflüsse“ der Juden verantwortlich. Laut dem Rechtsextremismusforscher Matthias Quent rechtfertigten die Nationalsozialisten auch den Zweiten Weltkrieg, ihr „Euthanasie“-Programm und den Holocaust mit Geburtsraten.

### Ab 1945
In den USA veröffentlichte der Senator Theodore G. Bilbo 1947 die rassistische Hetzschrift Separation or Mongrelization: Take Your Choice. Darin beschrieb er die wachsende Zahl von Nachkommen afrikanischer Sklaven in den USA als existentielle Gefahr und verlangte ihre Deportation nach Afrika. Andernfalls drohe eine „Bastardisierung“ der USA.
Der ehemalige Nationalsozialist Giselher Wirsing beschrieb den Bevölkerungszuwachs in nichteuropäischen Völkern 1956 als drohende „Menschenlawine“. Als biopolitische Bedrohung sahen rechte Kreise ab 1960 auch Frankreichs Niederlage im Algerienkrieg, den Pillenknick und die Anwerbung türkischer „Gastarbeiter“, ab 1967 die Emanzipation der Frau, den Feminismus, die aufkommende LGBTQ-Bewegung und die Entspannungspolitik. So sah der ehemalige NS-Propagandist Helmut Sündermann 1970 die „Weiße Welt am Wendepunkt“.
Frankreichs Staatspräsident Charles de Gaulle warnte 1959 in einem Privatbrief: Gelbe, schwarze und braune Franzosen seien nur als schmale Minderheiten willkommen, um die Offenheit des Landes für alle „Rassen“ zu beweisen. Würden sie zur Mehrheit, verlöre Frankreich seine nationale, lateinische, weiße und christliche Identität. Muslime seien keine Franzosen. Die Nation könne sie nicht absorbieren, weil sie sich zu rasch millionenfach vermehren würden.
Im Endzeitroman Le Camp Des Saints von 1973 beschrieb Jean Raspail eine „Invasion“ von hunderttausenden „schwarzen und braunen“ Indern, die Frankreich kampflos aufnimmt und so Europas Untergang einläutet. Die Neuauflage von 2011 fand ein rechtes Publikum in Frankreich.
Bis 1980 machten deutsche Rechtsextreme „Überfremdung“ zum Hauptmotiv ihrer Kampagnen gegen Zuwanderer. Sie luden Fremdenfeindlichkeit durch die Rede vom drohenden „Volkstod“ rassistisch auf, etwa im Heidelberger Manifest von 1981. Neben Arbeitsmigration entdeckten sie den Islam und Fluchtmigration als angebliche Gefahren. So traf der Mordanschlag von Hamburg-Billbrook 1980 zwei Geflüchtete aus Vietnam. Um die verschiedenen Gesellschaftsentwicklungen in ein einheitliches Bedrohungsszenario zu integrieren, schrieben deutsche Rechtsextreme die angeblich volksgefährdenden Tendenzen direkt oder indirekt „den Juden“ oder „dem Judentum“ als angeblich steuernder, absichtsvoll handelnder, negativer Gegenmacht zu.
Der antisemitische Verschwörungsautor Jan Udo Holey behauptete ab den frühen 1990er Jahren, der angeblich „inszenierte Asylantenstrom“ nach Deutschland sei „Teil des großen Planes der Elite zur Errichtung der ‚Neuen Weltordnung‘“.
Der inhaftierte Rechtsterrorist David Eden Lane schrieb um 1995 The White Genocide Manifesto. Damit popularisierte er die Fourteen Words als rechtsextremes Bekenntnis und behauptete, die Integration Nichtweißer führe unweigerlich zum „Völkermord an der weißen Rasse durch Rassenmischung“. Die einzige praktikable Lösung sei ein Rassenkrieg. Wie manche Vertreter der europäischen Neuen Rechten führte Lane den angeblichen Genozid an den Weißen auf eine „zionistische Verschwörung“ zurück. Rechte Aktivisten wie Pamela Geller, Robert Spencer und Ann Corcoran vertreten die Austauschtheorie, ohne explizit antisemitische Verschwörungsthesen in den Vordergrund zu rücken. Manche Rechtsterroristen verbinden die Austauschthese unter dem Label „Eurabien“ mit einem Verfall westlicher Moral und Werte und lasten diesen einem „Kulturmarxismus“ an: Gemeint waren ursprünglich auf die mehrheitlich jüdischen Vertreter der Frankfurter Schule bezogene Verschwörungsthesen. Gemeinsam ist diesen Varianten die Idee, die eigene Gesellschaft befinde sich in einer existenzbedrohenden Krise, so dass sie „rassische Reinheit“ erreichen müsse oder aber zerstört werde.
Der SPD-Politiker Thilo Sarrazin griff in seiner Publikation Deutschland schafft sich ab (2010) die Idee einer völkischen Demografie auf. Er gilt als Wegbereiter für die Partei Alternative für Deutschland (AfD), deren Vertreter in der Tradition der nationalsozialistischen Rassenlehre öffentlich von Bevölkerungsaustausch, Umvolkung und vom „afrikanischen Ausbreitungstyp“ reden.

## Verbreitung
Von Frankreich aus verbreiteten die dortigen Identitären die Austauschthese von Renaud Camus zu verwandten rechtsextremen Gruppen in Europa und Nordamerika. Dort verbreiteten auch Konservative sie trotz davon motivierten Terroranschlägen weiter. Sie ist auch in den osteuropäischen Visegrad-Staaten und in Russland verbreitet.

### Frankreich
In seinem 2011 erschienenen Buch behauptet Camus, Frankreich sei „dabei, unter muslimische Herrschaft zu geraten“. Nach Einschätzung der Journalistin Michaela Wiegel gelangte er zu seinen Ideen nicht durch die Analyse demografischer Zahlen oder wissenschaftliche Untersuchungen, sondern aufgrund seiner Verwurzelung in einem rechtsgerichteten bis rechtsextremistischen intellektuellen Milieu sowie seines persönlichen Eindrucks in der südwestfranzösischen Provinz. Seiner Meinung nach holten technokratische Eliten vor allem deshalb gezielt Einwanderer ins Land, um den Bevölkerungsschwund aufgrund der sinkenden Geburtenrate auszugleichen und so aus Profitinteresse ausreichend Menschenmaterial im Land zu halten. Diese Idee der Auswechselbarkeit (remplacisme) sei menschenverachtend und führe dazu, dass Frankreich seine Identität verliere. Camus behauptet, es sei eine „Gegenkolonisierung am Laufen, von Frankreich durch Algerien, von Europa durch Afrika und die ehemaligen Kolonien, ein abgesprochener Plan“. Weiter führt er ein nirgends belegtes und vermutlich gefälschtes Zitat des früheren algerischen Präsidenten Houari Boumedienne an: Dieser habe vor den Vereinten Nationen in New York gedroht, eines Tages würden vom Süden her Millionen Menschen den Norden erobern und den Sieg werde man „dem Bauch unserer Frauen verdanken“. Laut dem Journalisten Patrick Bahners legt Camus jedoch nahe, dass er „sich des klassischen rhetorischen Verfahrens der Personifikation bedient und einen Prozess, der die Vorstellungskraft überfordert, im fasslichen Bild handelnder Akteure anschaulich gemacht“ hat. Camus gebe gelegentlich Hinweise, dass in Wahrheit keine Person hinter diesem Projekt stecke; er glaube an „gigantische historische Mechanismen“, in denen die Institutionen und die Menschen nur Rädchen unter anderen seien.
In Frankreich wird der Begriff von Funktionären des Rassemblement National (vormals Front National) verwendet, von Marine Le Pen dagegen als verschwörungstheoretisches Konzept abgelehnt. Florian Philippot erläuterte, man teile „diese rassistische Konzeption nicht.“ Le Pens Verwandte und zeitweilige innerparteiliche Rivalin Marion Maréchal machte sich diesen Kampfbegriff hingegen ebenso wie der frühere Vorsitzende Jean-Marie Le Pen in mehreren öffentlichen Äußerungen zu eigen. Marine Le Pens Nachfolger als RN-Vorsitzender, Jordan Bardella, äußerte sich positiv zu diesem Begriff. Er selbst „benutze den Ausdruck nicht, aber [...] erkenne an, dass er eine Realität beschreibt“. Der rechtsextreme Kandidat für die Präsidentschaftswahlen 2022 Éric Zemmour gebrauchte in mehreren seiner Bücher ebenfalls diese Verschwörungserzählung. Auch unter französischen Neonazis sowie in Teilen der französischsprachigen Publizistik und Kultur, z. B. bei Michel Houellebecq, fand diese Verschwörungstheorie Anklang.
Laut einer Umfrage der Fondation Jean-Jaurès und von Conspiracy Watch stimmten 2017 48 % der befragten Franzosen der Aussage zu, „die Ersetzung einer Zivilisation durch eine andere“ sei „ein politisches Projekt, das absichtlich von den politischen, intellektuellen und Medien-Eliten organisiert“ werde.

### Deutscher Sprachraum
Ab 2013 führte die Identitäre Bewegung Deutschland (IBD) Kampagnen gegen Zuwanderung durch, um vor allem Jugendliche zu gewinnen. Sie sollten sich ihre Identität „zurückholen“; andernfalls sei Europas „Selbstabschaffung“ nicht aufzuhalten. 2015 besetzte die IBD mehrere Parteigebäude der SPD und zeigte dabei ein Transparent mit der Parole „Stoppt den großen Austausch – Geburtenrückgang – Masseneinwanderung“. Solche Aktionen folgten auch 2016 und 2017.
2016 erschien im rechtsextremen Verlag Antaios das Buch von Renaud Camus auf Deutsch unter dem Titel Revolte gegen den Großen Austausch. Übersetzer war Martin Lichtmesz, Herausgeber Götz Kubitschek. Zudem propagierte Martin Sellner, Leiter der Identitären in Österreich mit Kontakten zur deutschen Neuen Rechten, die Austauschtheorie über das Internet im deutschsprachigen Raum. Er behauptet, der Große Austausch stehe „als wahres Problem hinter allen Randphänomenen und Friktionen“ und umfasse „alle anderen Themen (von Fragen der Globalisierung über den Schuldkult und die Gender-Ideologie bis zur Dekadenz und dem Multikulti-Projekt), indem er deren unweigerliches Endziel“ benenne. Das sei „der ethnokulturelle Kollaps, das Verschwinden der europäischen Völkerfamilie“. In Verknüpfung mit der von ihm abgelehnten deutschen Gedenk- und Erinnerungskultur schrieb Sellner, die „Lehre aus der Vernichtung jüdischen Lebens in Deutschland im 20. Jahrhundert“ könne „im 21. Jahrhundert nicht die Ersetzung deutschen Lebens in Deutschland durch Fremde sein“. 2016 veröffentlichte der Autor und Pegida-Redner Akif Pirinçci seine Schrift Umvolkung: wie die Deutschen still und leise ausgetauscht werden. Das AfD-nahe Querfront-Magazin Compact von Jürgen Elsässer behauptete einen „7-Punkte-Plan für den Volksaustausch“ von George Soros. In der Septemberausgabe 2020 des Magazins Tichys Einblick trug ein Artikel den Titel „Die migrantische Transformation“. Diese Wortwahl bezeichnete der Journalist Hans Demmel als „intellektuellere Version“ des rechten Narrativs vom angeblichen „Bevölkerungsaustausch“.
Die AfD machte den Kampf für Deutschlands ethno-kulturelle Einheit gegen eine angebliche Islamisierung zu ihrem Programm. Die Austauschtheorie verbindet gemäßigtere Teile der AfD mit dem rechtsextremen (später aufgelösten) „Flügel“. So kritisierte deren Vorsitzender Alexander Gauland die Familiennachzugsregelung für anerkannte Geflüchtete im April 2017 mit den Worten: „Der Bevölkerungsaustausch in Deutschland läuft auf Hochtouren. Die deutschfeindlichen Grünen wollen ihn noch beschleunigen.“ Beim „Flügel“-Jahrestreffen im Juni 2018 behauptete Gauland, die damalige Bundesregierung unter Angela Merkel wolle „den Bevölkerungsaustausch unumkehrbar machen. Wir sollen als Volk und als Nation allmählich absterben“ und „für die Einwanderer arbeiten, damit die in Ruhe Kinder in die Welt setzen und den Bevölkerungsaustausch vollenden können“. Björn Höcke behauptete in seinem Buch Nie zweimal in denselben Fluss (2018), der „Volkstod durch Bevölkerungsaustausch“ stehe bevor. Er gilt für das Institute for Strategic Dialogue (ISD London) als ein Hauptverbreiter der Verschwörungstheorie unter europäischen Politikern. Von einem im Gange befindlichen Bevölkerungsaustausch sprachen auch die AfD-Politiker Beatrix von Storch, Hans-Thomas Tillschneider, Dennis Augustin, Petr Bystron, Alice Weidel, Karsten Hilse, Christina Baum, Jörg Urban, Maximilian Krah, Hans-Christoph Berndt, der ehemalige AfD-Politiker und Co-Vorsitzende Jörg Meuthen oder der frühere AfD-Abgeordnete Wolfgang Gedeon. Der frühere „Flügel“-Vertreter Andreas Kalbitz sprach vom „Genozid am deutschen Volk“. Der AfD-nahe Rapper Chris Ares rappte, man sehe den Großen Austausch „in jeder gottverdammten Stadt“, und kündigte einen „Heldenkampf“ zur „Reconquista der Heimat“ an. Auch die Webseite des „Königreichs Deutschland“, das zur Reichsbürgerbewegung gehört, beschrieb das angebliche Vorhaben. Bei Kundgebungen der Gruppe Zukunft Heimat in Cottbus verwendeten mehrere Redner den Ausdruck.
Um einer befürchteten Beobachtung durch den deutschen Verfassungsschutz zu entgehen, holte die AfD 2018 ein Gutachten des Rechtswissenschaftlers Dietrich Murswiek ein. Dieses empfahl unter anderem, Begriffe wie „Überfremdung“, „Umvolkung“, „Großer Austausch“ und „Volkstod“ zu vermeiden, Einwanderer nicht als „Invasoren“ zu bezeichnen und Einwanderung nicht als planmäßigen Prozess von Eliten darzustellen, der die deutsche Kultur oder das deutsche Volk durch eine andere Bevölkerung ersetzen solle. Das Gutachten bestätigte somit, dass die AfD diese Theorie vertrat.
Laut einer 2023 veröffentlichten Studie der Friedrich-Ebert-Stiftung stimmt ein Viertel der Befragten der These des Großen Austauschs zu. Überdurchschnittlich ist laut Studie die Zustimmung „bei Frauen, Niedriggebildeten sowie Befragten, die Probleme haben, ihren Lebensunterhalt zu bestreiten. Auch Menschen mit einer geringen politischen Selbstwirksamkeit sowie Befragte, die sich selbst politisch weiter rechts verorten oder bei der letzten Bundestagswahl die AfD gewählt haben, glauben eher an einen geheimen Plan zum Austausch der autochthonen Bevölkerung durch Migrant_innen als die Angehörigen der Gegengruppen. Ebenfalls stärkere Verbreitung findet die Idee unter Ungeimpften sowie Menschen, die zugleich an andere Verschwörungserzählungen glauben.“
In Österreich griff 2021 der ÖVP-Klubobmann August Wöginger einen Vorstoß der SPÖ, das Staatsbürgerschaftsrecht an Nachbarstaaten anzugleichen, als angeblichen Versuch zu „Masseneinbürgerungen“ an, um „ein Ausländerwahlrecht durch die Hintertür einzuführen“ und sich so dauerhaft eine parlamentarische Mehrheit zu sichern. Dies lobte Martin Sellner als Erfolg der identitären Kampagnen vom Großen Austausch und behauptete ebenfalls, die „Einwanderungsparteien“ setzten auf die Stimmen der Migranten und bestächen diese „mit offenen Grenzen, Sozialleistungen und Kollaborationen mit der Islamisierung“. Im April 2019 erklärte der damalige österreichische Vizekanzler und FPÖ-Obmann Heinz-Christian Strache, seine Partei kämpfe konsequent gegen den angeblichen Bevölkerungsaustausch. Dieser sei ein „Begriff der Realität“, und der Kampf dagegen sei „zutiefst demokratisch“: „Wir wollen nicht zur Minderheit in der eigenen Heimat werden.“ FPÖ-Generalsekretär Christian Hafenecker verteidigte Strache: Es sei nicht verwerflich, „real stattfindende Entwicklungen in diesem Land aufzuzeigen“. Auch FPÖ-Parteichef Herbert Kickl spricht von einem vermeintlichen „Bevölkerungsaustausch“, der von „Globalisten“ betrieben werde.
Im Januar 2023 behauptete der frühere Präsident des Bundesamts für Verfassungsschutz Hans-Georg Maaßen in einem Gespräch mit Alexander Wallasch, es gebe einen Rassismus gegenüber Weißen. Dies nicht anzuerkennen, sei „Ausdruck einer grün-roten Rassenlehre, nach der Weiße als minderwertige Rasse angesehen werden und man deshalb arabische und afrikanische Männer ins Land holen müsse“. Er unterstellte Politikern und Journalisten, „das deutsche Volk“ zu hassen und zu begrüßen, „dass Migranten zu uns kommen, damit es diese ‚Weißbrote‘ nicht mehr gebe“. Dies wurde als Übernahme der rechtsextremen These vom politisch gewollten Bevölkerungsaustausch kritisiert.

### Italien
Sowohl die italienische Ministerpräsidentin Giorgia Meloni als auch ihr Landwirtschaftsminister Francesco Lollobrigida warnten vor einem angeblichen „ethnischen Austausch“.

### Ostmitteleuropa
Ungarns Ministerpräsident Viktor Orbán vertritt seit etwa 2010 die antisemitische Austauschthese, die George Soros als Repräsentanten „der Juden“, heimlichen Lenker der Globalisierung und Verursacher von Fluchtbewegungen nach Europa darstellt.
Französische Aktivisten der Identitären reisten 2014 nach Tschechien, hielten dort Vorträge zur Austauschthese und warnten: Wenn Westeuropa mit Migranten „voll“ sei, komme Osteuropa an die Reihe.
In Polen verbinden Rechtspopulisten ihre Kampagne gegen Rechte der LGBTQ-Gemeinschaft, die sie unter dem Label einer angeblichen Gender-Ideologie führen, mit der Abwehr von Geflüchteten unter dem Label des Großen Austauschs. Sie stellen dunkelhäutige Geflüchtete in faschistischer Tradition als Vergewaltiger weißer, christlicher polnischer Frauen und Migration als „islamische Vergewaltigung Europas“ dar, gesteuert von Eliten der EU.

### Englischer Sprachraum
In den USA übernahmen Politiker und Medien der Republikaner (GOP) die rechtsextreme Replacement-Theorie ab etwa 1990 zunächst implizit, später explizit und brachten sie in die gesellschaftliche Mitte. Dabei appellierten sie an Ängste der bislang hellhäutigen Mehrheit vor dem demografischen Wandel zugunsten nichtweißer Minderheiten. So behauptete ein Fernsehwerbespot für die Wiederwahl von Senator Jesse Helms 1990, Arbeitsplätze von bestens qualifizierten Weißen würden wegen einer Rassenquote an Minderheiten vergeben, also weiße durch andersfarbige Arbeiter ersetzt. Dies waren anfangs Außenseiterstimmen in der GOP. US-Präsident George W. Bush und der Präsidentschaftskandidat John McCain warben für eine Einwanderungsreform, so dass US-Präsident Barack Obama einen entsprechenden Reformplan mit Unterstützung von GOP-Stimmen durch den US-Senat brachte.
Ab 2015 brachten weiße Rassisten der Gruppe Generation Identity U.S.A. die Austauschthese in den USA in Umlauf. Vor den Wahlen in den Vereinigten Staaten 2016 setzte sich in der GOP eine migrationsfeindliche Linie durch. So behauptete Michele Bachmann, eine Vertreterin der Tea-Party-Bewegung, im August 2016: Die bevorstehende Wahl sei die letzte Chance für Weiße in den USA, weil danach demografisch eine nichtweiße Mehrheit das Sagen habe. Der GOP-Kandidat Donald Trump griff dies auf und behauptete, illegale Einwanderer würden massenhaft die Südgrenze überfluten und das Wahlrecht erhalten, so dass man das Ergebnis vergessen könne. Er machte einen radikalen Einwanderungsstop für Nichtweiße und Muslime zum Hauptthema seines Wahlkampfs. Seine engsten Berater Steve Bannon und Stephen Miller und prominente Unterstützer wie Ann Coulter vertraten die Austauschthese.
Nach Trumps Wahlsieg 2016 verbreiteten weiße Nationalisten in Nordamerika die Thesen von Renaud Camus über das Internet im ganzen englischsprachigen Raum, so die Kanadierin Lauren Southern und die anonyme Webseite great-replacement.com. Deren Einleitungstext erklärte, der Ausdruck könne auf viele europäische Völker in Europa und Übersee angewandt werden, wo dieselbe Politik der Masseneinwanderung eine demografische Bedrohung darstelle. Nur die „europäischen Rassen“ seien mit einer möglichen Ausrottung in naher Zukunft konfrontiert. Um dafür zu sensibilisieren, sei der Ausdruck von Camus gefälliger als der Ausdruck „weißer Genozid“, der für das gleiche Konzept stehe.
Im März 2017 unterstützte der GOP-Abgeordnete Steve King die migrationsfeindliche Haltung des niederländischen Politikers Geert Wilders auf Twitter mit dem Satz “We can’t restore our civilization with somebody else’s babies” („Wir können unsere Zivilisation nicht mit Babys von jemand anderem wiederherstellen“). Weiße Rassisten in den USA feierten den Tweet als klaren Hinweis auf die Austauschthese. Im August 2018 sprach King bei einem Österreichbesuch von einem „schleichenden kulturellen Selbstmord der westlichen Zivilisation“. Seine Gesprächspartnerin, die neurechte Caroline Sommerfeld-Lethen, verstand dies als Austauschthese. In den USA bekräftigte King seinen Tweet vor einem begeisterten Publikum mit Hinweisen auf Abtreibungen und unkontrollierte Einwanderung in die USA.
Während Donald Trumps erster Präsidentschaft vertraten rechtsnationalistische Medien wie das Breitbart News Network und konservative Medien wie Fox News gemeinsam die Austauschthese. Die Fox-News-Kommentatorin Laura Ingraham erklärte nur Tage vor dem rechtsextremen „Unite-the-Right“-Aufmarsch in Charlottesville (11./12. August 2017), man habe den Amerikanern einen massiven demografischen Wandel aufgezwungen. Für den Ku-Klux-Klan-Führer David Duke bestätigte der Kommentar die „Bräunung von Amerika“, durch die Weiße zur Minderheit würden.
Ab Juni 2018 beschrieb Lauren Southern gewöhnliche Morde an weißen Farmern Südafrikas als systematischen Genozid Schwarzer an Weißen. Der Fox-Kommentator Tucker Carlson und US-Präsident Donald Trump griffen die Falschbehauptung auf. Fox-Kommentator Bill O’Reilly behauptete, die Verfechter offener Grenzen ließen jeden ins Land, um Weißsein zu verringern und Minderheiten die Übernahme zu ermöglichen. Vor den Kongresswahlen 2018 stellte die GOP einen Migrationstreck als geplante „Invasion“ dar; konservative Medien stellten den Investor George Soros als angeblichen Finanzier des Trecks dar. Im Oktober 2018 behauptete Laura Ingraham, die Demokraten würden im Fall ihrer Kongressmehrheit die (weißen) amerikanischen Wähler mit frisch amnestierten Bürgern und einer stetig wachsenden Zahl von Kettenmigranten ersetzen.
Nach seiner Wahlniederlage 2020 propagierte Donald Trump seine Lüge vom Wahlsieg. Um diese zu stützen, behauptete er, illegale Einwanderer hätten das Wahlergebnis verfälscht. Seitdem verbreiteten rechtsgerichtete Medien und Trump-Anhänger verstärkt diese Lüge. Tucker Carlson machte sich die Replacement-Theorie im April 2021 explizit zu eigen: Die Demokratische Partei versuche die gegenwärtige Wählerschaft mit „neuen, gehorsameren Wählern aus der Dritten Welt“ zu ersetzen. Linke reagierten hysterisch, wenn man dafür den Ausdruck replacement benutze; doch das geschehe tatsächlich. Im September 2021 bekräftigte er, diese (von ihm unterstellte) Politik werde great replacement genannt. Von Trumps Amtsantritt 2017 bis Ende April 2022 thematisierte Carlson die Idee des Großen Austauschs als Teil angeblicher Machtkontrollpläne der Demokraten rund 400 Mal. Das GOP-Vorstandsmitglied Elise Stefanik behauptete 2021 in einem Werbespot, „radikale Demokraten“ planten einen „permanenten Wahl-Aufstand“: 11 Millionen illegale Einwanderer wollten das gegenwärtige Wahlvolk stürzen und eine ständige linke Mehrheit im US-Kongress errichten. Diese Verschwörungsthese gilt nach einer Studie der Universität Chicago als „wesentliche Triebkraft“ für den Sturm auf das Kapitol in Washington 2021 und den inländischen Terrorismus.
Nach einer repräsentativen Umfrage von Anfang Mai 2022 glaubten 32 Prozent der befragten US-Bürger, eine Interessengruppe versuche für Wahlvorteile, Einheimische durch Einwanderer zu ersetzen. 29 Prozent glaubten, durch Einwanderung verlören Einheimische ökonomischen, politischen und kulturellen Einfluss. 17 Prozent bejahten beide Aussagen. Dieser Anteil wurde als Zustimmung zur Austauschthese gedeutet. Nach weiteren Umfragen des Jahres 2022 glaubten fast 50 Prozent der selbsterklärten GOP-Wähler und 20 Prozent der Wähler der Demokraten diese These. Nach einer nach dem Anschlag von Buffalo (14. Mai 2022) durchgeführten Umfrage unter Trump-Wählern bejahten 61 Prozent davon die Aussage, „eine Gruppe von Leuten in diesem Land versucht, die gebürtigen Amerikaner durch Einwanderer und Farbige zu ersetzen, die ihre politischen Ansichten teilen“. 22 Prozent lehnten die Aussage ab.
Die im Mai 2025 von US-Präsident Trump zur neuen Sprecherin des Pentagons ernannte Kingsley Wilson hatte sich zuvor in ihren Tweets mehrmals zustimmend auf die Austauschthese bezogen.

## Motiv rechter Terroranschläge
Im 21. Jahrhundert rechtfertigten Rechtsterroristen ihre Massenmorde an ganz verschiedenen Orten, auch weit entfernt von Europa, oft mit dem angeblichen „Großen Austausch“ der weißen Europäer. Dabei ahmten sie das Vorgehen von Vorgängern nach, beriefen sich auf deren Texte und Ideen und regten Nachahmer gezielt zu solchen Anschlägen an. So wurde diese Rechtfertigung zu einem Kennzeichen des heutigen Rechtsterrorismus.
Die deutsche Terrorgruppe Nationalsozialistischer Untergrund (NSU) rechtfertigte ihre rassistische NSU-Mordserie an neun Migranten (2000 bis 2006) auch mit Geburtenraten von Muslimen und als Teil eines internationalen Rassenkrieges in Form des „führerlosen Widerstands“. In ihrem Umfeld war das Motiv des „Volkstodes“ bekannt. Die Nationaldemokratische Partei Deutschlands (NPD) verbreitete es parallel zur NSU-Mordserie.
Anders Behring Breivik begründete seine Anschläge in Norwegen 2011 (77 Tote) als Abwehrkampf gegen eine drohende Landnahme des Islam, des „Kulturmarxismus“ und Multikulturalismus. Er bezog sich dabei oft auf den neurechten Blogger Fjordman, nicht jedoch auf nationalsozialistische Ideologie. 2012 forderte Breivik die inhaftierte Beate Zschäpe per Brief auf, die Tatmotive des NSU, „den Multikulturalismus und die Islamisierung Deutschlands zu stoppen“, in ihrem Strafprozess offensiv zu propagieren.
Die Teilnehmer des „Unite-the-Right“-Aufmarschs in Charlottesville riefen am 11. August 2017 die Parolen „You will not replace us“ und „the Jews will not replace us“ („Ihr werdet / die Juden werden uns nicht ersetzen“). Der Teilnehmer James Alex Fields jr. tötete am nächsten Tag die Antifaschistin Heather Heyer mit einem Pkw.
Robert Bowers gab nach seinem antisemitischen Attentat in der Tree-of-Life-Synagoge in Pittsburgh 2018 (elf Tote) an, er habe geglaubt, Juden würden einen Genozid an seinem Volk begehen.
Brenton Tarrant rechtfertigte seinen rassistischen Terroranschlag auf zwei Moscheen in Christchurch, Neuseeland (15. März 2019, 51 Tote), in einem „Manifest“ unter dem Titel „The Great Replacement“ vorab mit Bezug auf sein Vorbild Anders Breivik als Teil eines Rassenkampfs der Weißen, denen durch Einwanderung und Geburtenraten von Muslimen die Vernichtung drohe. In den folgenden Monaten ahmten vier weitere Rechtsterroristen Tarrants Tat mit ähnlichen Rechtfertigungen nach, so beim Anschlag auf eine Synagoge in Poway (27. April 2019, ein Toter), Anschlag in El Paso (3. August 2019, 22 Tote), Anschlag auf eine Moschee in Bærum (10. August 2019, ein Verletzter) und Anschlag in Halle (Saale) (9. Oktober 2019, zwei Tote). Der Täter von Poway schrieb ebenfalls ein „Manifest“, versammelte darin altbekannte antisemitische Stereotypen, machte „die Juden“ für einen Genozid an „weißen Europäern“ verantwortlich und verwies dazu auf Robert Bowers und Brenton Tarrant. Der Täter von El Paso begründete seine Tat in einem Onlinetext als „Antwort auf die Hispanic-Invasion in Texas“, da die Weißen andernfalls „ersetzt“ würden, und bezog sich dabei auf Tarrants Manifest. Der deutsche Neonazi Stephan Ernst ermordete am 1./2. Juni 2019 den Politiker Walter Lübcke aus rassistischem Hass, um ihn für seine Flüchtlingspolitik zu bestrafen. Sein Helfer Markus H. besaß das Buch „Umvolkung“ des Pegidaredners Akif Pirinçci und hatte den Namen Walter Lübcke darin unterstrichen. Stephan Balliet, der Täter von Halle, erklärte in seinem Rechtfertigungstext, er sehe sich als Teil eines „weißen“ Kampfes gegen einen von Juden gesteuerten Bevölkerungsaustausch durch Migranten und Muslime. Er bekräftigte dies auch in seinem Strafprozess. Tobias Rathjen rechtfertigte seinen rassistischen Anschlag in Hanau 2020 (neun Getötete) zuvor im Internet unter anderem mit der Wahnidee einer Auslöschung der „weißen Rasse“. Payton Gendron legitimierte seinen rassistischen Amoklauf von Buffalo (14. Mai 2022, zehn Tote) mit der Behauptung, die Weißen in den USA sollten systematisch durch People of Color ersetzt werden. Schwarze seien jedoch, so Gendron in seinem Manifest, nicht intelligent genug, um diesen Austausch selbst zu bewerkstelligen; als treibende Kraft im Hintergrund identifiziert er die Juden, die, so seine Überzeugung, Streitigkeiten zwischen Völkern und „Rassen“ verursachen und mittels der Critical Race Theory weißen „Selbsthass“ fördern würden.

## Erklärungen und Einordnungen
Die Philosophin Rada Iveković stellt fest, dass Rechtspopulisten alle Folgen der neoliberalen Globalisierung in Europa (etwa große Profite der Reichen, drastische Zunahme der Armut, fragmentiertes politisches Leben und Vertrauensverlust in zentralisierte Staatsbehörden) unzulässig auf Einwanderung zurückführen und, statt eine gemeinsame Lösung zu suchen, Angst vor den Anderen, vor einer „Invasion“ oder einem „Großen Austausch“ schüren.
Für den Historiker Nils Minkmar ist die Austauschthese „wirkmächtig“, weil sie die Mehrheitsgesellschaft in eine Minderheitenposition versetzt. Damit werde „jeder dunkelhäutige Mensch, der durch Paris flaniert, jeder Kebabstand und jede Moschee […] zum Beleg der in Wahrheit bloß erfundenen Invasion. Zudem wirke der Ausdruck entlastend: Man müsse „sich nicht mehr darum kümmern, wer die neuen Nachbarn sind, wie das Zusammenleben gelingen kann, man muss sich mit ihnen gar nicht weiter beschäftigen. […] Die Spielregeln der Republik sind dort außer Kraft gesetzt, wo man sich auf ein überstaatliches, ein angeblich kulturelles, letztlich nur durch Hautfarbe begründetes Widerstandsrecht beruft. Es ist eine Kampfansage von nicht zu unterschätzender Brisanz, denn jemand, der in seiner Vorstellungswelt um alles kämpft, erlaubt sich auch alles.“
Nach Angaben des IDZ Jena spielen hier Aspekte von Neorassismus, Kulturpessimismus und Untergangstheorien in der Tradition der konservativen Revolution hinein. Ein friedliches Zusammenleben zwischen verschiedenen Kulturen in gleichem Raum werde ausgeschlossen, während Zuwanderung von Nichteuropäern zum „Völkermord“ stilisiert wird. Rechtsextremen Gewalttätern diene diese Verschwörungstheorie dazu, Angriffe auf Muslime und Migranten als legitime Selbstverteidigung darzustellen.
Im Oktober 2019 sagte BfV-Präsident Thomas Haldenwang, die Neue Rechte befördere die Verschwörungstheorie der „Umvolkung“ und vermittle „das Gefühl, dass etwas geschehen muss, um solche vermeintlichen Entwicklungen zu stoppen“. Das sei der „geistige Nährboden“ für Taten wie den Anschlag in Halle (Saale) 2019. Mit Bezug auf diesen Anschlag schrieb der Jurist Ronen Steinke, die Neue Rechte schaffe mit der Behauptung, es gebe den heimlichen Plan eines „Großen Austauschs“, einen „Rechtfertigungsrahmen für genau solche Mordtaten“. Diese Gefahr werde von den Neuen Rechten „nicht nur in Kauf genommen, sondern ununterbrochen angefacht“.
Manfred Dworschak bezeichnet in der Zeitschrift Der Spiegel den „Großen Austausch“ als „irre Mär“, die „praktisch das ganze rechtsextreme Spektrum ergriffen“ habe. Die darin enthaltene Annahme, „die Eliten“ würden den Austausch absichtsvoll betreiben, um eine willige „Sklavenrasse“ zu züchten, vergleicht er mit der Behauptung Adolf Hitlers in dessen Pamphlet „Mein Kampf“, „die Juden“ hätten „den Neger an den Rhein“ gebracht. Hinter beiden Verschwörungstheorien stecke, so Dworschak, das Ziel, die Verhältnisse möglichst apokalyptisch darzustellen. Mit diesem „Herumfackeln mit dem Ausnahmezustand“ lasse sich immer Gewalt legitimieren.
Laut dem Migrationsforscher Jochen Oltmer ist die Vorstellung abwegig, Migration könne von Regierungen und Verwaltungen gesteuert werden und verlaufe immer nur in eine Richtung. Eine Auswechslung ganzer Bevölkerungsteile sei zudem nur mit massiver Gewalt möglich.
Für Daniel Erk (Die Zeit) ist der Begriff „die krude Vorstellung, es habe in den Nationalstaaten Europas eine Zeit gegeben, in der die Länder von einer reinrassigen Bevölkerung bewohnt worden seien“, was eine „dünne historische und statistische Herleitung“ darstelle, die jegliche Integration auch für Folgegenerationen ausschließe. Durch diese „Mischung aus rassistischer Verschwörungstheorie, völkischem Endkampf und ideologischer Kampagne“ lasse sich „letztlich alles“ rechtfertigen: „Aktivismus. Panik. Und möglicherweise auch Gewalt.“
Die italienische Philosophin Donatella Di Cesare sieht in der Verschwörungstheorie vom „Großen Austausch“ eine an die Gegenwart angepasste und schöngefärbte Variante des antisemitischen Topos der jüdischen Weltverschwörung.
Patrick Bahners bescheinigte den Anhängern dieser Verschwörungstheorie, dass ihre „Pamphlete über die von innen gesteuerte Invasion der Volkskörperfresser“ von einem Plan handelten, jedoch würden „die Spuren, welche die Koordination eines solchen Projekts in der amtlichen Überlieferung hinterlassen müsste“, nicht nachgewiesen – und das, „obwohl es in Deutschland seit 2006 das Gesetz zur Regelung des Zugangs zu Informationen des Bundes“ gebe und „obwohl in den Behörden Sympathisanten der nationalen Widerstandskräfte sitzen, die dazu fähig sein müssten, in dem Fall, dass wirklich sämtliche Dokumente über die Austauschplanungen unter Verschluss gehalten werden sollten, Hinweise nach außen zu geben“.